# Salvador Soto
Salvador Soto Villegas (Alajuela, 4 de noviembre de 1909 - 14 de agosto de 1995) fue un futbolista y extécnico costarricense. Se convirtió en el primer futbolista tico en jugar una fase eliminatoria al Mundial. Mientras actuaba en clubes cubanos de La Habana (primero con el Fortuna y luego con el Centro Gallego), aceptó la propuesta local para jugar con Cuba en la ronda previa regional hacia la cita de 1934. Primero descalificó a Haití (3-1, 1-1 y 6-0), pero luego sucumbió en la siguiente serie ante México (2-3, 0-5 y 1-4). Además se le recuerda por hacer ganado cuatro títulos como entrenador de Liga Deportiva Alajuelense.

## Trayectoria

### Como jugador
Se desempeñó como extremo izquierdo de Alajuelense, en varias ocasiones entre 1926 y 1949, que fue el año de su retiro. 
También lo hizo con Fortuna (1931 a 1933) y Centro Gallego (1934), Cuba; y con España (1936) y Moctezuma de Orizaba, México (1937-38).
Reforzó a varios clubes en giras por Centroamérica, México, Cuba, Perú, Colombia y Ecuador. 

### Como técnico
Fue auxiliar en los Juegos Centroamericanos de Guatemala de 1950. Y dirigió a Alajuelense, en liga menor y equipo mayor desde 1949 hasta 1978.
Ingresó a la Galería Costarricense del Deporte en 1976.
El 14 de agosto de 1995 falleció a los 85 años, tras una prolongada enfermedad que se agravó física y mentalmente en los últimos cinco años de existencia.

## Selección nacional
Jugó con Costa Rica en 1930, 1938 y 1946, para sumar cinco goles en 12 juegos internacionales. Y actuó con Cuba en la eliminatoria del Mundial de Italia 1934, contra Haití y México.

### Participaciones internacionales
| Evento                                  | Sede     | Resultado    |
| --------------------------------------- | -------- | ------------ |
| II Juegos Centroamericanos y del Caribe | Cuba     | Campeón      |
| IV Juegos Centroamericanos y del Caribe | Panamá   | Subcampeón   |
| V Juegos Centroamericanos y del Caribe  | Colombia | Cuarto lugar |

## Clubes

### Como jugador
| Club                     | País       | Año       |
| ------------------------ | ---------- | --------- |
| L.D Alajuelense          | Costa Rica | 1926-1931 |
| Club Fortuna             | Cuba       | 1931-1933 |
| C.D Centro Gallego       | Cuba       | 1934      |
| L.D Alajuelense          | Costa Rica | 1934-1935 |
| Real Club España         | México     | 1936      |
| U.D Moctezuma de Orizaba | México     | 1937-1938 |
| L.D Alajuelense          | Costa Rica | 1938-1949 |

## Palmarés

### Títulos nacionales
| Título                         | Equipo          | País       | Año  |
| ------------------------------ | --------------- | ---------- | ---- |
| Primera División de Costa Rica | L.D Alajuelense | Costa Rica | 1928 |
| Primera División de Costa Rica | L.D Alajuelense | Costa Rica | 1939 |
| Primera División de Costa Rica | L.D Alajuelense | Costa Rica | 1941 |
| Primera División de Costa Rica | L.D Alajuelense | Costa Rica | 1945 |

| Título                         | Equipo          | País       | Año  |
| ------------------------------ | --------------- | ---------- | ---- |
| Primera División de Costa Rica | L.D Alajuelense | Costa Rica | 1949 |
| Primera División de Costa Rica | L.D Alajuelense | Costa Rica | 1950 |
| Primera División de Costa Rica | L.D Alajuelense | Costa Rica | 1958 |
| Primera División de Costa Rica | L.D Alajuelense | Costa Rica | 1966 |